# 정진수 (체조 선수)
정진수(1972년 8월 15일~)는 대한민국의 기계 체조 선수로, 1992년과 1996년 2000년 하계 올림픽에 참가했다.